# Dandes z Argos
Dandes z Argos (gr. Δάνδης) – starożytny grecki biegacz pochodzący z Argos, olimpijczyk.
Dwukrotny zwycięzca zawodów biegowych w Olimpii: w diaulosie w 476 p.n.e. i w biegu na stadion w 472 p.n.e. Oprócz tego trzykrotnie odnosił triumf na igrzyskach pytyjskich, dwukrotnie na igrzyskach istmijskich i aż piętnaście razy na igrzyskach nemejskich. Jego dokonania opiewał w jednym ze swoich epigramów Symonides.